# پنه‌لوپه به جنگ می‌رود
پنه‌لوپه به جنگ می‌رود (Penelope alla guerra) عنوان کتابی از اوریانا فالاچی روزنامه‌نگار، نویسنده و مصاحبه‌گر سیاسی برجسته ایتالیایی است که در سال ۱۹۶۲ توسط انتشارات ریتزولی در ایتالیا منتشر شد. این کتاب در دستهٔ کتاب‌های داستانی فالاچی قرار می‌گیرد.

## خلاصه داستان
ماجرای دختر ۲۶ سالهٔ ایتالیایی است که برای یک سفری کاری به آمریکا می‌رود. او به شهری می‌رود که در نوجوانی عاشق یکی از اهالی آن شهر بوده‌است. اما این عشق ناکام رها شده بود. او در نیویورک ریچارد را پیدا می‌کند و رابطه بینشان از سرگرفته می‌شود. از طرفی هنوز چند ماه نیست که جوانا و مرد جوان ایتالیایی، فرانچسکو وارد رابطه شده‌است. اما عشق قدیمی، او را فراموشکار می‌کند. فرانچسکو که می‌داند در دل جوانا چه می‌گذرد، هنگام رفتنش به او می‌گوید: تو ادیسه را در خاطرم زنده می‌کنی که به فتح دیوارهای تروا می‌رود؛ ولی عزیز من تو ادیسه نیستی، پنه لوپه هستی. می‌فهمی یا نه؟ نباید به جنگ بروی. خودت را با بافتن تور مشغول کن. چرا نمی‌فهمی؟ زن نمی‌تواند مرد باشد.

## ترجمه‌های فارسی کتاب
- ترجمهٔ ویدا مشفق؛ [انتشارات امیرکبیر]؛ ۱۳۵۳
- ترجمهٔ فرشته اکبرپور؛ [انتشارات نگاه]؛ 1397